# Marinus (Wilparting)

Heiliger Marinus im Wappen von Irschenberg

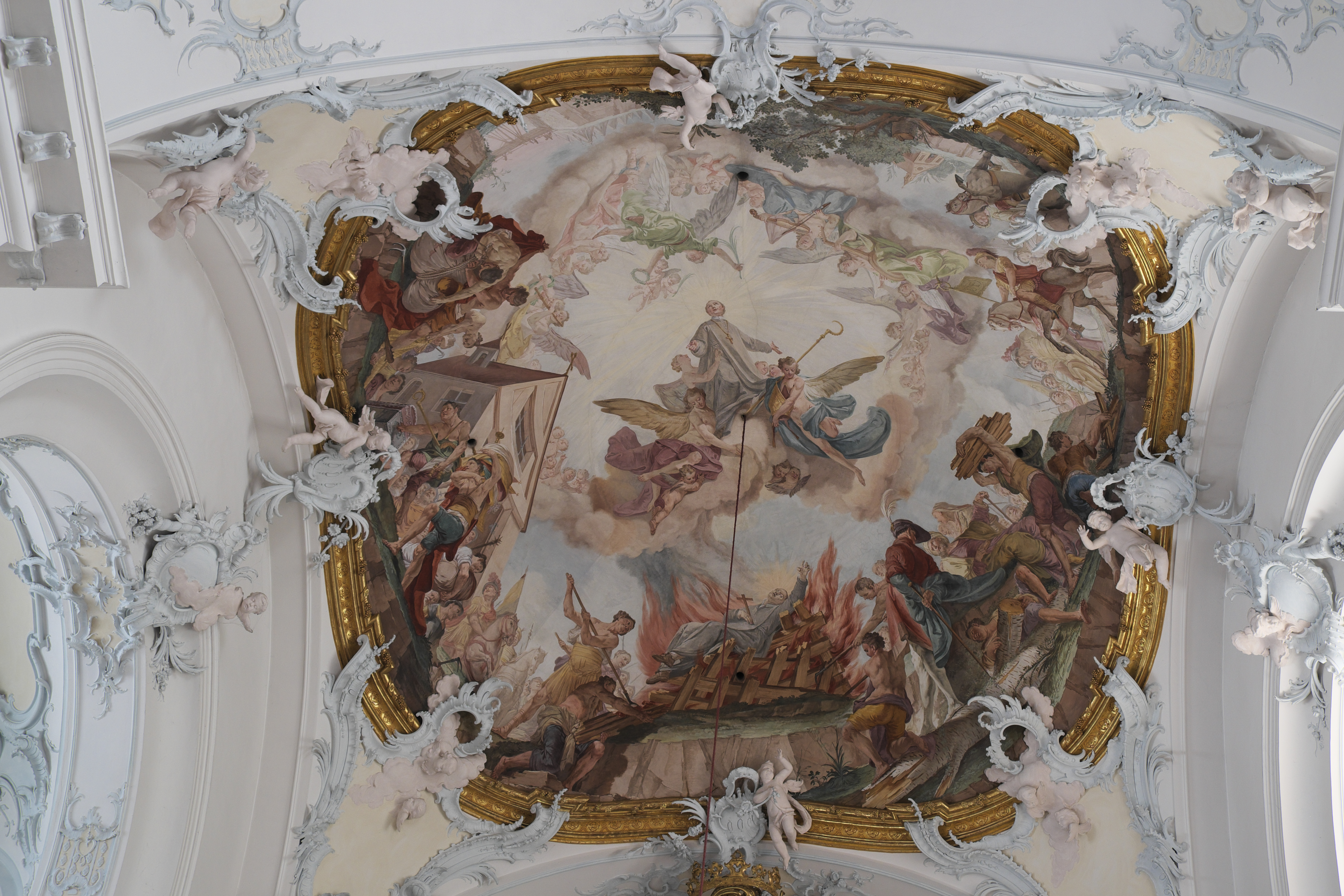
Tod des heiligen Marinus auf einem Deckenfresko in der Pfarrkirche St. Marinus und Anianus in Rott am Inn

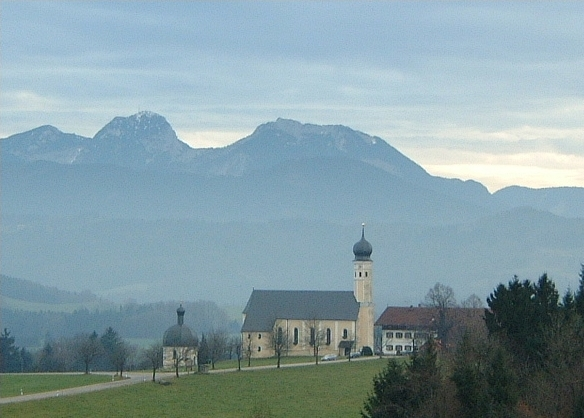
Wallfahrtskirche von Wilparting

Marinus († 15. November 697) war ein iroschottischer Wanderbischof und ist ein Heiliger der römisch-katholischen Kirche. Sein kirchlicher Gedenktag wird am 15. November begangen.

## Leben
Marinus und Anianus waren Zeitgenossen der Heiligen Kilian, Korbinian und Rupert. Der Legende nach kamen sie als Mönche nach Rom und wurden von Papst Eugen I. empfangen, der Marinus zum Wanderbischof und Anianus zum Diakon weihte. Als Glaubensboten kamen sie in die Gegend des Irschenbergs oberhalb von Aibling und nordöstlich von Miesbach. Hier lebten sie mehr als 40 Jahre als Einsiedler, Marinus in Wilparting, Anian im nahen Alb. Der Legende nach soll Marinus von plündernden Vandalen ermordet und verbrannt worden sein. Gleichzeitig starb Anian in seiner Zelle in Alb eines natürlichen Todes. Über den beiden Sterbeorten befinden sich jeweils Kirchen, die eine der ältesten christlichen Kultstätten im bayerischen Oberland sind. Die Kirche, die die Grabstätte der Heiligen Marinus und Anian in Wilparting (Gemeinde Irschenberg) birgt, ist eines der charakteristischsten Fotomotive Bayerns.